# أسفل أثاب (حبيل جبر)

تعديل مصدري - تعديل

اسفل اثـاب هي إحدى قرى عزلة حبيل جبر بمديرية حبيل جبر التابعة لمحافظة لحج، بلغ تعداد سكانها 44 نسمة حسب تعداد اليمن لعام 2004.